# Adelaide d'Angiò
Adelaide d'Angiò (942 circa – Avignone, 29 maggio 1026) per matrimonio fu contessa di Gévaudan, Forez, Tolosa, Provenza e contessa di Borgogna.
Fu anche regina d'Aquitania come consorte di Luigi V di Francia, ma non fu mai regina di Francia perché il loro matrimonio fu annullato prima che egli cingesse la corona francese. Durante l'infanzia di due dei propri figli agì da reggente nel Gévaudan e a Tolosa.

## Origine
Era figlia del Conte d'Angiò e poi, conte di Nantes e duca di Bretagna, Folco II e di Gerberga (che il nome della madre fosse Gerberga è confermato dal documento è il n° II del Cartulaire de l'abbaye de Saint-Aubin d'Angers, Tome I, dove suo fratello, Goffredo Grisegonelle dichiara di essere figlio di Folco e Gerberga (patris mei Fulconis, matris quoque meæ Gerbergæ)) di cui non si conoscono con certezza gli ascendenti (vi sono diverse ipotesi, una dice che era figlia del visconte di Vienne, discendente per parte di madre dal re di Provenza, Bosone; una seconda sostiene che era una Ugonide: Gerberga del Maine (ca 913 - prima del 952, invece lo storico Maurice Chaume dice che era figlia di Goffredo, visconte d'Orléans e conte di Gâtinais), infatti secondo il Cartulaire de l'abbaye de Saint-Chaffre du Monastier et Chronique de Saint-Pierre du Puy', era la sorella del conte d'Angiò, Goffredo detto Grisegonelle (figlio di Folco II secondo la Chronica de Gesta Consulum Andegavorum, Chroniques d'Anjou).
Folco II d'Angiò, secondo la Chronica de Gesta Consulum Andegavorum, Chroniques d'Anjou, era figlio del visconte d'Angers e di Tours, conte di Nantes e poi primo Conte di Angiò, Folco I il Rosso e della moglie, Rosalia di Loches, originaria della Turenna, che era figlia di Guarniero (Warnerius), signore di Loches e di altri due castelli, come ci confermano sia la Chronica de Gesta Consulum Andegavorum, Chroniques d'Anjou, la Historia Comitum Andegavorum, Chroniques d'Anjou e i Gestis Consulum Andegavensium.

## Biografia
I numerosi matrimoni di Adelaide, ben cinque, aumentarono il potere e il prestigio degli Angioini, il movimento verso l'alto della sua famiglia fu tale che, a tre generazioni dalla nascita di Ingelger, capostipite della prima casa d'Angiò, Adelaide era riuscita a sposarsi entro le famiglie più nobili e più antiche della Francia occidentale.
Il primo marito di Adelaide fu Etienne de Brioude, conte di Gévaudan e Forez, nell'Aquitania orientale, ella doveva essere attorno ai quindici anni, ed era la sua seconda moglie, mentre lui doveva essere di parecchio più vecchio, nonostante questo ebbero tre figli che sopravvissero fino all'età adulta. Il matrimonio, avvenuto prima del 960 è confermato dal Cartulaire de l'abbaye de Saint-Chaffre du Monastier et Chronique de Saint-Pierre du Puy'. Adelaide rimase vedova attorno al 970 e agì come reggente per i figli Guillaume, Pons e Bertrand governando entrambe le contee mentre i figli imparavano a governare le proprietà paterne. Nel 975 uno dei figli morì lasciando ad Adelaide anche il compito di allevare il nipote.
Nello stesso anno il fratello di Adelaide, Guido, venne nominato Vescovo di Le-Puy fra l'opposizione dei nobili locali, egli richiese l'intervento della sorella, ella rispose inviando un'armata e la contesa si concluse con la cosiddetta Pace di Dio.
Sempre nel 975 ella si sposò con Raimondo IV, conte di Tolosa (questo matrimonio è confermato dalle Richeri Historiarum), che fu assassinato, tre anni dopo, lasciandola vedova, con due figli piccoli.
Nel 982, a Vieux-Brioude, Haute-Loire, si sposò con il figlio del re dei Franchi occidentali, Lotario IV, l'erede al trono, Luigi. In quello stesso giorno, i due, sempre secondo le Richeri Historiarum furono incoronati re e regina d'Aquitania dai vescovi, tra cui Guido, il fratello vescovo di Adelaide; il matrimonio tuttavia durò poco perché già due anni dopo i due, incapaci di vivere pacificamente insieme, divorziarono, anche per la differenza di età (nell'Ex Libro de Otiis Imperialibus vengono definiti: Ludovicus, qui adhuc puer Blanchiam duxit uxorem) giacché Luigi aveva circa quindici anni e Adelaide circa quaranta e avevano costumi e interessi diversi. Secondo il monaco cluniacense e cronista, Rodolfo il Glabro fu Adelaide che stanca del marito, Luigi, lo convinse a seguirla in Aquitania, dove lo abbandonò, riunendosi ai suoi familiari.
Poco dopo, tra il 984 e il 986, Adelaide, contro il volere del papa, Giovanni XV (almeno sino alla morte di Luigi V, avvenuta, nel 987, causa avvelenamento, secondo il Chronicon sancti Maxentii Pictavensis, Chroniques des Eglises d´Anjou), contrasse il suo quarto matrimonio con Guglielmo I di Provenza come viene confermato nel Chronica de Gesta Consulum Andegavorum e nel Hugonis Floriacensis, Liber qui Modernorum Regum Francorum continet Actus 9, Questo matrimonio fece un grande scalpore, come riportato dalle Richeri Historiarum. Adelaide, dopo aver dato tre figli a Guglielmo, rimase nuovamente vedova, nel 993, poco dopo che suo marito si era ritirato in monastero per divenire monaco presso Avignone.
Dopo la morte del marito Adelaide fece alcune donazioni all'abbazia di Saint-Victor de Marseille, come risulta dai documenti del Cartulaire de l'abbaye de Saint-Victor de Marseille: nº 653, nel 1003, nº 15, nel 1005 e nº 630, nel 1018, e infine controfirmò la nº 225, nel 1024.
Nel 1010 Roberto II di Francia si recò a Roma insieme con Oddone II di Blois per assicurarsi l'annullamento delle proprie nozze con Costanza d'Arles una delle figlie che Adelaide aveva avuto da Guglielmo. Papa Sergio IV era tuttavia amico degli Angioini e per questo sostenne il matrimonio patrocinando anche le contese che Adelaide stava avendo per mantenere il controllo sulle terre dell'Abbazia di Montmajour. Queste terre erano state donate da Guglielmo ad Adelaide ed erano state precedentemente donate a lui da uno dei fratelli, Boso. La disputa sorta fra i parenti in merito all'abbazia condusse il pontefice a minacciare tutti di scomunica se essi non avessero ritirato le loro pretese lasciandole ad Adelaide. La minaccia ebbe effetto, Adelaide le conservò e continuò ad agire come reggente per i figli avuti da Guglielmo.
L'ultimo matrimonio Adelaide lo contrasse, verso il 1015, con Ottone I Guglielmo di Borgogna (962 – 21 settembre 1026), a cui non diede figli. In questo periodo Adelaide viene citata in alcuni documenti del Cartulaire de Saint-Vincent de Mâcon, il n° CCCCLXXI e il n° CCCCXC.
Adelaide premorì al marito, il 29 di maggio di quello stesso anno (1026), secondo gli Obituaires de Lyon II, Prieuré Saint-Pierre de Mâcon, approssimativamente attorno agli ottantacinque anni; ella probabilmente morì ad Avignone perché la sua morte è registrata da un monaco che viveva in un'abbazia nelle vicinanze, venendo infine sepolta nei pressi di Arles all'Abbazia di Montmajour, luogo di tradizionale sepoltura per i conti di Provenza.

## Matrimoni e i figli
Tra il 955 e il 960 Adelaide si sposò con Stéphane, conte di Gévaudan e Forez e gli diede tre figli:
- Pons, conte di Gévaudan e Forez che morì dopo il 26 febbraio 1011 (citato nel Cartulaire de l'abbaye de Saint-Chaffre du Monastier et Chronique de Saint-Pierre du Puy'[6])
- Bertrand, conte di Gévaudan (citato nel Cartulaire de l'abbaye de Saint-Chaffre du Monastier et Chronique de Saint-Pierre du Puy'[6])
- Humberge (o Ermengarda), che sposò il conte d'Alvernia, Guglielmo IV

Verso il 975 si sposò, in seconde nozze, con Raimondo IV, conte di Tolosa, che morì nel 978 e i due ebbero 2 figli:
- Guglielmo Tagliaferro (ca. 975-1037), conte di Tolosa, conte di Nîmes e d'Albì
- Letgarda, ricordata come sorellastra da Conte di Gévaudan, Ponzio, figlio di Stefano di Brioude[33].

Suo terzo marito fu Luigi V di Francia che sposò nel 982, il matrimonio fu sterile e finì con un annullamento nel 984, due anni prima che Luigi diventasse effettivamente re di Francia.
Suo quarto marito fu Guglielmo I di Provenza a cui diede tre figlie:
- Toda di Provenza (ca. 985-1020), sposò Bernardo Tagliaferro (ca. 970-1020), conte di Besalú
- Costanza d'Arles (986-1034), che sposò Roberto II di Francia[23], come riportato dal Chronica Albrici Monachi Trium Fontium[34]
- Ermengarda d'Arles (ca. 987-1042), che sposò il conte d'Alvernia, Roberto I.

Al suo quinto marito, Ottone I Guglielmo di Borgogna non diede figli.

## Ascendenza
|                   |   |                     | Genitori |  |  | Nonni |  |  | Bisnonni |  |  | Trisnonni |  |
|                   |   |                     |          |  |  |       |  |  | Ingelger |  |  | Tertullo  |  |
|                   |   |                     |          |  |  |       |  |  | Ingelger |  |  | Tertullo  |  |
|                   |   | Petronilla          |          |  |  |       |  |  | Ingelger |  |  |           |  |
| Folco I d'Angiò   |   |                     |          |  |  |       |  |  | Ingelger |  |  |           |  |
|                   |   | Aelindis            | …        |  |  |       |  |  |          |  |  |           |  |
|                   |   | Aelindis            | …        |  |  |       |  |  |          |  |  |           |  |
|                   |   | Aelindis            | …        |  |  |       |  |  |          |  |  |           |  |
| Folco II d'Angiò  |   | Aelindis            |          |  |  |       |  |  |          |  |  |           |  |
|                   |   | Guarniero di Loches | …        |  |  |       |  |  |          |  |  |           |  |
|                   |   | Guarniero di Loches | …        |  |  |       |  |  |          |  |  |           |  |
|                   |   | Guarniero di Loches | …        |  |  |       |  |  |          |  |  |           |  |
| Rosalia di Loches |   | Guarniero di Loches |          |  |  |       |  |  |          |  |  |           |  |
|                   |   | Adelaide di Châlon  | …        |  |  |       |  |  |          |  |  |           |  |
|                   |   | Adelaide di Châlon  | …        |  |  |       |  |  |          |  |  |           |  |
|                   |   | Adelaide di Châlon  | …        |  |  |       |  |  |          |  |  |           |  |
| Adelaide d'Angiò  |   | Adelaide di Châlon  |          |  |  |       |  |  |          |  |  |           |  |
|                   | … | …                   |          |  |  |       |  |  |          |  |  |           |  |
|                   | … | …                   |          |  |  |       |  |  |          |  |  |           |  |
|                   | … | …                   |          |  |  |       |  |  |          |  |  |           |  |
| …                 | … |                     |          |  |  |       |  |  |          |  |  |           |  |
|                   |   | …                   | …        |  |  |       |  |  |          |  |  |           |  |
|                   |   | …                   | …        |  |  |       |  |  |          |  |  |           |  |
|                   |   | …                   | …        |  |  |       |  |  |          |  |  |           |  |
| Gerberga          |   | …                   |          |  |  |       |  |  |          |  |  |           |  |
|                   |   | …                   | …        |  |  |       |  |  |          |  |  |           |  |
|                   |   | …                   | …        |  |  |       |  |  |          |  |  |           |  |
|                   |   | …                   | …        |  |  |       |  |  |          |  |  |           |  |
| …                 |   | …                   |          |  |  |       |  |  |          |  |  |           |  |
|                   |   | …                   | …        |  |  |       |  |  |          |  |  |           |  |
|                   |   | …                   | …        |  |  |       |  |  |          |  |  |           |  |
|                   |   | …                   | …        |  |  |       |  |  |          |  |  |           |  |
|                   |   | …                   |          |  |  |       |  |  |          |  |  |           |  |

### Fonti primarie
- (LA) Preuves de l'Histoire Générale de Languedoc, tome V..
- (LA) Textos navarros del Codice de Roda (PDF). URL consultato il 15 maggio 2019 (archiviato dall'url originale il 3 marzo 2016)..
- (LA) Cartulaire de l'abbaye de Saint-Chaffre du Monastier et Chronique de Saint-Pierre du Puy..
- (LA) Chronica de Gesta Consulum Andegavorum..
- (LA) Cartulaire de l'abbaye de Saint-Aubin d'Angers, tomus I..
- (LA) Guadet, J. (ed.) (1845) Richeri Historiarum (Paris)..
- (LA) Chronicon sancti Maxentii Pictavensis, Chroniques des Eglises d´Anjou..
- (LA) Rerum Gallicarum et Francicarum Scriptires, tomus IX..
- (LA) Rodulfi Glabri Historiarum Libri Quinque (PDF)..
- (LA) Monumenta Germaniae Historica, Scriptores, tomus IX. URL consultato il 1º marzo 2020 (archiviato dall'url originale il 12 maggio 2013)..
- (LA) Monumenta Germaniae Historica, Scriptores, tomus XXIII. URL consultato il 1º marzo 2020 (archiviato dall'url originale il 23 settembre 2015)..
- (LA) Cartulaire de l'abbaye de Saint-Victor de Marseille (Paris)..
- (LA) Cartulaire de Saint-Vincent de Mâcon..

### Letteratura storiografica
- Louis Alphen, Francia: Gli ultimi Carolingi e l'ascesa di Ugo Capeto (888-987), in <<Storia del mondo medievale>>, vol. II, 1999, pp. 636–661
- (FR) Preuves de l'Histoire Générale de Languedoc, tome III..
- (LA) Marchegay, P. e Salmon, A., Chroniques d'Anjou Tomo I..